# Anachronaeon
Anachronaeon var ett svenskt death metal-band från Västerås som bildades 2002 av Patrik Carlsson (gitarr, basgitarr och sång) samt Andreas Åkerlind (trummor). Debutalbumet As the Last Human Spot in Me Dies gavs ut på Stygian Crypt Records 2007 och det senaste albumet, The Futile Quest for Immortality, släpptes på samma bolag 15 januari 2010. Ett nytt album, The Ethereal Throne, släpptes 2011.

## Historia
Anachronaeon bildades 2002 under namnet Human Failure. Den första självbetitlade fullängdsdemon gavs ut samma år och året därpå släpptes den andra demon Tales from a Hollow Eternity. På detta album medverkar i låten "Still Water Runs Deep" även Magnus Eriksson från Axenstar som gästsångare och Andreas Hindenäs från Draconian, numera i gothic rock-bandet Shadowgarden, med ett gitarrsolo. Efter denna demoutgivning bytte bandet namn till Anachronaeon för att inte riskera tvist med ett tyskt band vid namn Human Failure som bildats vid ungefär samma tid.
Bandet består av Patrik Carlsson på gitarr, bas och sång samt Andreas Åkerlind på trummor. I namnet Anachronaeon gav bandet ut ytterligare två fullängdsdemo, The New Dawn och As the Last Human Spot in Me Dies, innan bandet skrev kontrakt med det ryska skivbolaget Stygian Crypt Records. År 2007 utgavs debutalbumet As the Last Human Spot in Me Dies på skivbolaget och senare samma år återutgav Stygian Crypt även The New Dawn. Det senaste studioalbumet, The Futile Quest for Immortality släpptes i januari 2010. Ett nytt album, The Ethereal Throne, är under produktion och har beräknad utgivning på Stygian Crypt under 2011.
I april 2011 släppte Anachronaeon en cover av Iron Maiden-låten "Wasting Love". Den gavs ut i digitalt format för fri nedladdning tillsammans med omslag och produktionsinformation. Låten ska också ingå i den kommande samlingen "Most Unholy Convergence Volume II" som ges ut av Nyzeeländska Satanica Productions. En video till covern har också publicerats på Youtube.
Anachronaeon har spelat live vid ett tillfälle, 2004, som förband till Katatonia.

## Medlemmar
Senaste medlemmar
- Patrik Carlsson – gitarr, basgitarr, sång, keyboard (2003–2018)
- Andreas Åkerlind – trummor, percussion, produktion (2003–2018)
- Kenneth Johansson – gitarr (2012–2018)
- Mattias Balk – basgitarr (2013–2018)

Tidigare medlemmar
- Carl "Kalle" Ullbrandt – basgitarr
- Marcus Wadstein – gitarr, keyboard

Gästmusiker
- Magnus Eriksson (Axenstar) – sång i låten "Still Water Runs Deep" på Tales From A Hollow Eternity
- Andreas Hindenäs (Shadowgarden, ex-Draconian) – gitarr i låten "Still Water Runs Deep" på Tales From A Hollow Eternity

## Diskografi
Demo (som Human Failure)
- Human Failure – 2002
- Tales From A Hollow Eternity – 2003

Demo (som Anachronaeon)
- As the Last Human Spot in Me Dies - 2004

Studioalbum
- The New Dawn – 2005
- As the Last Human Spot in Me Dies – 2007
- The Futile Quest for Immortality – 2010
- The Ethereal Throne – 2011
- The Oracle and the Keyholder – 2015
- Everyday Chronicles – 2018

Singlar
- "Wasting Love" (Iron Maiden-cover) – 2011 (utgiven digitalt)